# Tour de France 1990

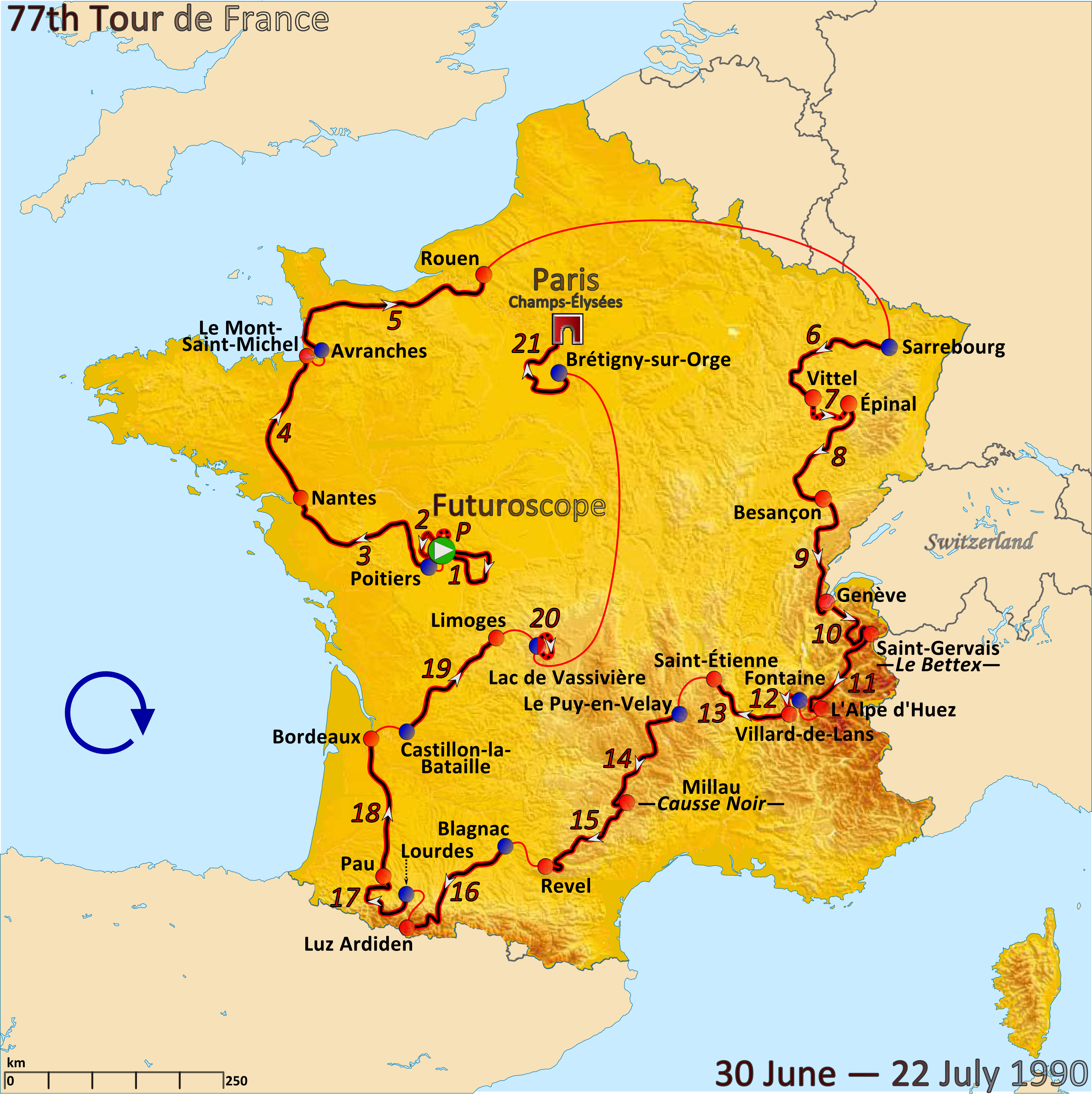
Överblick på etapperna under 1990 års Tour de France.

Tour de France 1990 cyklades 30 juni–22 juli 1990 och vanns av Greg LeMond, USA, som därmed tog sin tredje slutseger i Tour de France.

## Etapper[1]
| Etapp    | Datum   | Start - Mål                             | Längd (km) | Etappsegrare        | Sammanlagt         |
| Prolog   | 30 juni | Futuroscope                             | 6 (ITT)    | Thierry Marie       | Thierry Marie      |
| Etapp 1  | 1 juli  | Futuroscope - Futuroscope               | 139        | Frans Maassen       | Steve Bauer        |
| Etapp 2  | 2 juli  | Futuroscope - Futuroscope               | 45 (TTT)   | Panasonic           | Steve Bauer        |
| Etapp 3  | 3 juli  | Poitiers - Nantes                       | 228        | Moreno Argentin     | Steve Bauer        |
| Etapp 4  | 4 juli  | Nantes - Mont-Saint-Michel              | 203        | Johan Museeuw       | Steve Bauer        |
| Etapp 5  | 5 juli  | Avranches - Rouen                       | 201        | Gerrit Solleveld    | Steve Bauer        |
| Etapp 6  | 6 juli  | Sarrebourg - Vittel                     | 203        | Jelle Nijdam        | Steve Bauer        |
| Etapp 7  | 7 juli  | Vittel - Épinal                         | 62 (ITT)   | Raúl Alcalá         | Steve Bauer        |
| Etapp 8  | 8 juli  | Épinal - Besançon                       | 182        | Olaf Ludwig         | Steve Bauer        |
| Etapp 9  | 9 juli  | Besançon - Genève (SCH)                 | 196        | Massimo Ghirotto    | Steve Bauer        |
| Etapp 10 | 10 juli | Genève - Saint-Gervais-les-Bains        | 119        | Thierry Claveyrolat | Ronan Pensec       |
| Etapp 11 | 11 juli | Saint-Gervais-les-Bains - L'Alpe d'Huez | 183        | Gianni Bugno        | Ronan Pensec       |
| Etapp 12 | 12 juli | Fontaine - Villard-de-Lans              | 34 (ITT)   | Erik Breukink       | Claudio Chiappucci |
| Etapp 13 | 13 juli | Villard-de-Lans - Saint-Étienne         | 149        | Eduardo Chozas      | Claudio Chiappucci |
| Etapp 14 | 14 juli | Le Puy-en-Velay - Millau                | 205        | Marino Lejarreta    | Claudio Chiappucci |
| Etapp 15 | 15 juli | Millau - Revel                          | 170        | Charly Mottet       | Claudio Chiappucci |
| Etapp 16 | 17 juli | Blagnac - Luz-Ardiden                   | 215        | Miguel Induráin     | Claudio Chiappucci |
| Etapp 17 | 18 juli | Lourdes - Pau                           | 150        | Dimitrij Konysjev   | Claudio Chiappucci |
| Etapp 18 | 19 juli | Pau - Bordeaux                          | 202        | Gianni Bugno        | Claudio Chiappucci |
| Etapp 19 | 20 juli | Castillon-la-Bataille - Limoges         | 183        | Guido Bontempi      | Claudio Chiappucci |
| Etapp 20 | 21 juli | Lac de Vassivière - Lac de Vassivière   | 46 (ITT)   | Erik Breukink       | Greg LeMond        |
| Etapp 21 | 22 juli | Brétigny-sur-Orge - Paris               | 183        | Johan Museeuw       | Greg LeMond        |

## Slutställning[1]
| Plats | Person             | Land          | Lag                     | Tid      |
| 1     | Greg LeMond        | USA           | Z                       | 90.43.40 |
| 2     | Claudio Chiappucci | Italien       | Carrera Jeans-Vaggabond | 2.16     |
| 3     | Erik Breukink      | Nederländerna | PDM                     | 2.29     |
| 4     | Pedro Delgado      | Spanien       | Banesto                 | 5.01     |
| 5     | Marino Lejarreta   | Spanien       | ONCE                    | 5.05     |
| 6     | Eduardo Chozas     | Spanien       | ONCE                    | 9.14     |
| 7     | Gianni Bugno       | Italien       | Chateau D'Ax            | 9.39     |
| 8     | Raúl Alcalá        | Mexiko        | PDM                     | 11.14    |
| 9     | Claude Criquielion | Belgien       | Lotto-Superclub-MBK     | 12.04    |
| 10    | Miguel Induráin    | Spanien       | Banesto                 | 12.47    |